# Nödinge socken

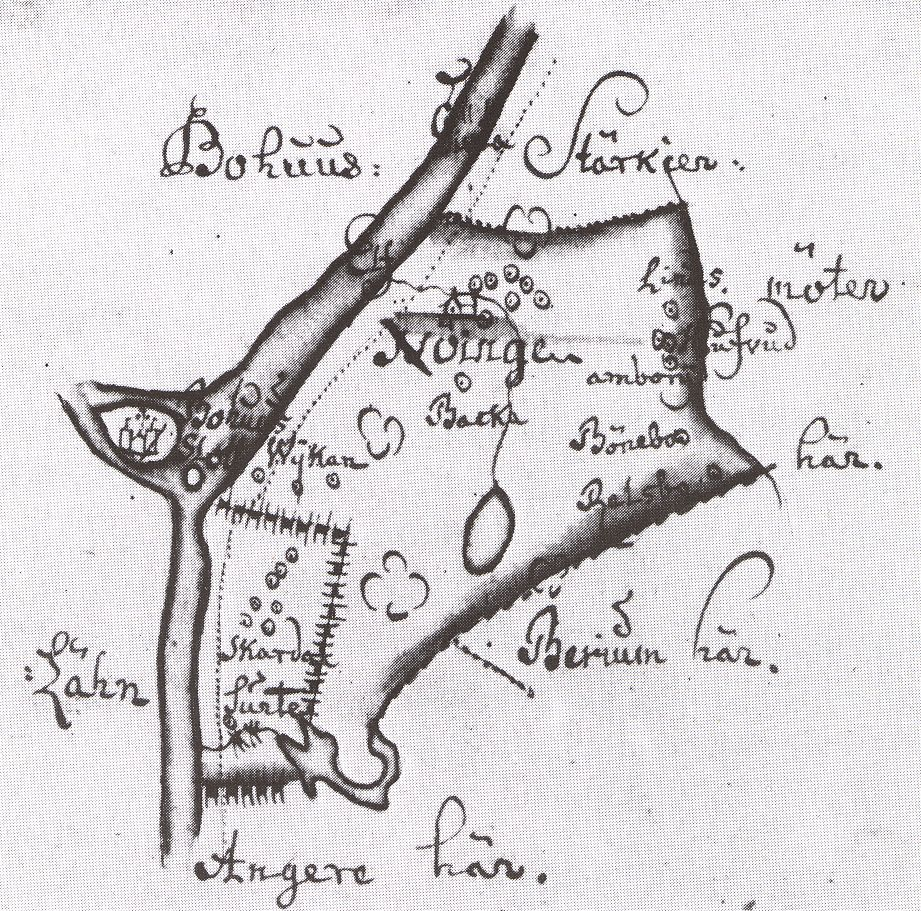
Nödinge socken med Skårdals skate cirka 1715

Nödinge socken i Västergötland ingick i Ale härad, ingår sedan 1974 i Ale kommun och motsvarar från 2016 Nödinge distrikt.
Socknens areal är 36,1 kvadratkilometer varav 33,81 land. År 2000 fanns här 9 731 invånare.  Tätorterna Surte och Nödinge med sockenkyrkan Nödinge kyrka ligger i socknen.  

## Administrativ historik
Socknen har medeltida ursprung. Området runt Bohus och norra Surte (Skårdals skate) tillhörde juridiskt Bohuslän och Danmark/Norge från 1400-talet och fram till 1658, men hörde samtidigt kyrkligt till Nödinge församling. Även sedan Bohuslän blivit svenskt fortsatte området att tillhöra Göteborgs och Bohus län, fram till 1889. Södra Surte (svenska Surte) hörde till Angereds socken i Vättle härad fram till 1935, då det införlivades med Nödinge socken.
Axel Oxenstierna införde begreppet län i 1634 års regeringsform och därmed försvann begreppet landskap. Skårdals skate flyttades vid ingången av 1889 från Göteborgs och Bohus län till Älvsborgs län, men tillhör fortsatt landskapet Bohuslän enligt Lantmäteriet..
Vid kommunreformen 1862 övergick socknens ansvar för de kyrkliga frågorna till Nödinge församling och för de borgerliga frågorna bildades Nödinge landskommun. Landskommunen uppgick 1974 i Ale kommun.
1 januari 2016 inrättades distriktet Nödinge, med samma omfattning som församlingen hade 1999/2000.
Socknen har tillhört län, fögderier, tingslag och domsagor enligt vad som beskrivs i artikeln Ale härad. De indelta soldaterna tillhörde Västgöta regemente, Barne kompani och de indelta båtsmännen tillhörde Västergötlands båtsmanskompani..

## Geografi och natur
Nödinge socken ligger norr om Göteborg med Göta älv i väster. Socknen består av dalgångsbygd vid älven och bergsterräng i Alefjäll och Vättlefjäll öster därom, numera delvis tättbebyggda. De största insjöarna är Surtesjön som delas med Angereds socken i Göteborgs kommun och Vimmersjön. Även en mindre del av Mollsjön ligger i socknen, den delas med Starrkärrs socken i Ale kommun och Bergums socken i Göteborgs kommun.
En mindre del av naturreservatet Vättlefjäll ligger i socknen. Det ingår i EU-nätverket Natura 2000 och delas med Angereds och Bergums socknar i Göteborgs kommun.
Sätesgårdar var Backa säteri och Stora Vikens herrgård. Backa fick säterifrihet 1737. Bruksherrgården Södra Surte överfördes från Angereds socken 1935 och revs i början av 1960-talet.
Vid Viken mellan Bohus och Nödinge fanns en tullstation före freden i Roskilde 1658. Gästgiverier fanns vid Lahall och Lilla Viken. Lahall tog över efter Lilla Viken vid mitten av 1700-talet. 1815 upphörde verksamheten sedan Steken i Angereds socken tagit över som skjutsstation.

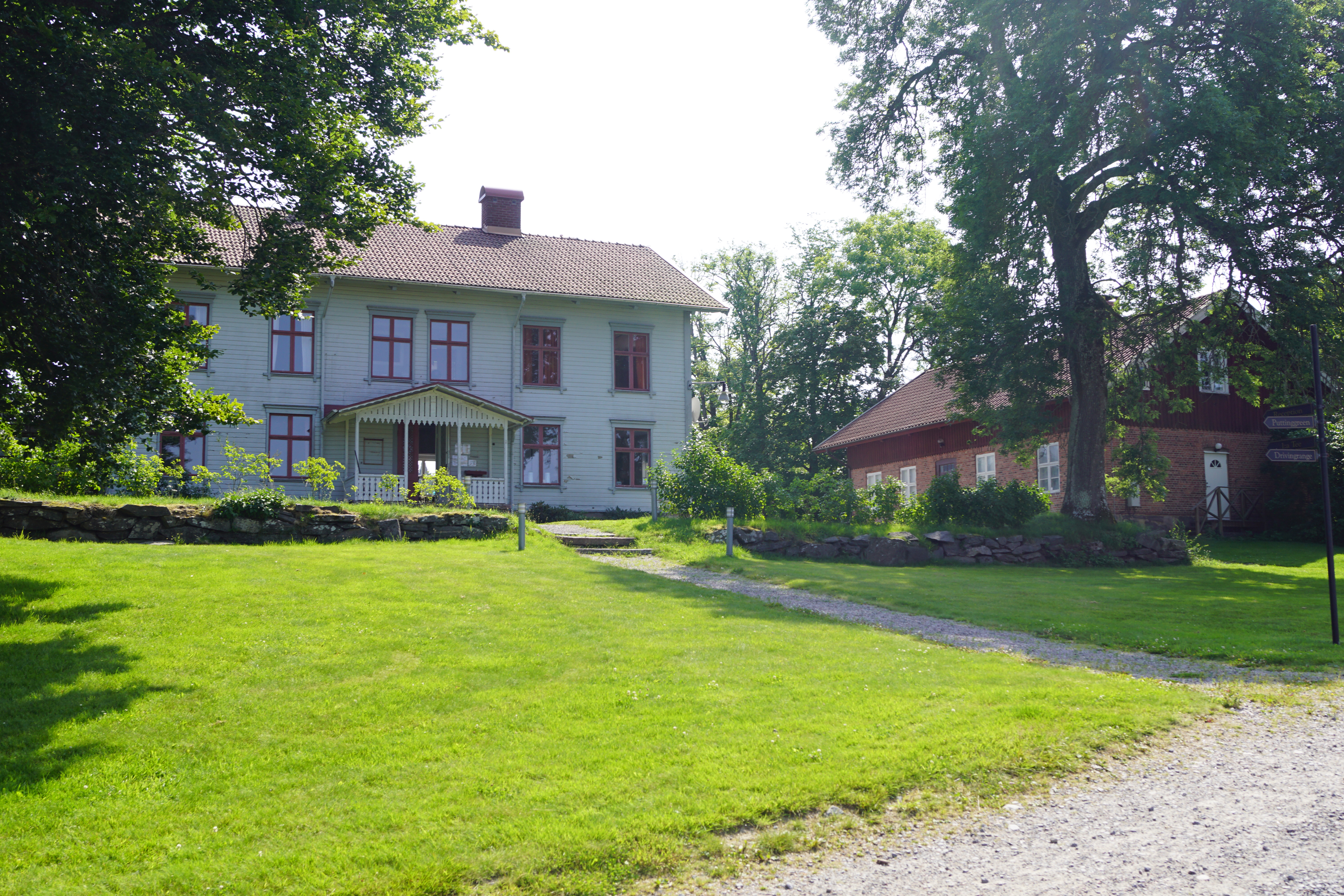
Backa säteri.
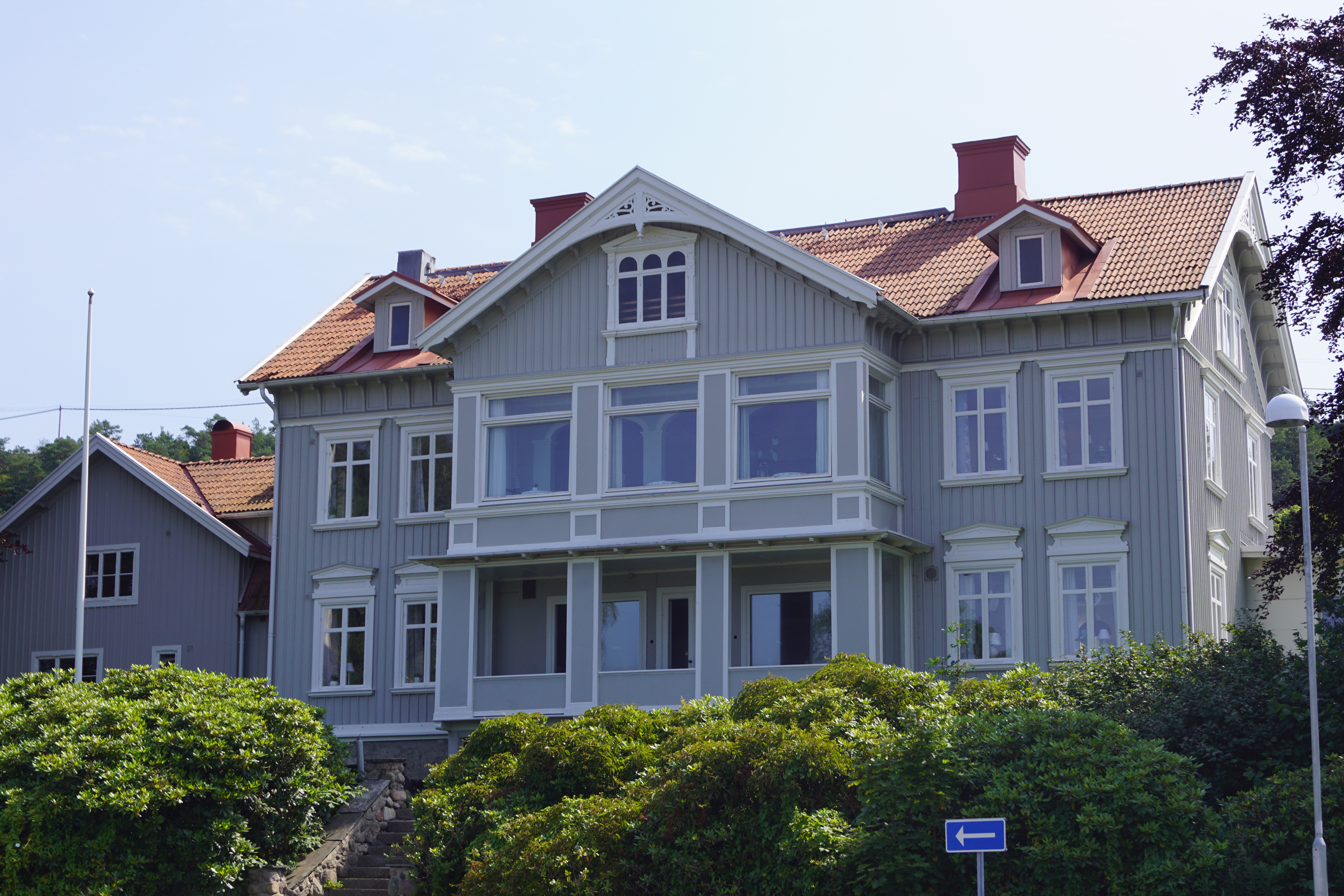
Stora Viken.

## Fornlämningar
Boplatser och ett par hällkistor från stenåldern har hittats. Från bronsåldern finns gravrösen.

## Befolkningsutveckling
År 1810 hade socknen 504 invånare varefter befolkningen ökade stadigt fram till 1980 då den uppgick till 10 195 invånare. Därefter minskade befolkningen något till 9 550.

## Namnet
Namnet skrevs 1463 Nødhunghe och kommer från kyrkbyn. Efterleden unge/inge är en inbyggarbeteckning. Förleden kan möjligen innehålla nödh syftande på en förträngning i landskapet.